# 퍼시벌삼지창박쥐
퍼시벌삼지창박쥐(Cloeotis percivali)는 잎코박쥐과에 속하는 박쥐의 일종이다. 퍼시벌삼지창박쥐속(Cloeotis)의 유일종이다. 보츠와나와 콩고민주공화국, 케냐, 모잠비크, 남아프리카공화국, 에스와티니, 탄자니아, 잠비아, 짐바브웨에서 발견된다. 자연 서식지는 아열대 또는 열대 기후 지역의 건조림과 건조 사바나 그리고 동굴이다.

## 아종
2종의 아종이 알려져 있다.
- Cloeotis percivali australis Roberts, 1917
- Cloeotis percivali percivali Thomas, 1901